# لعبة المنافع العامة

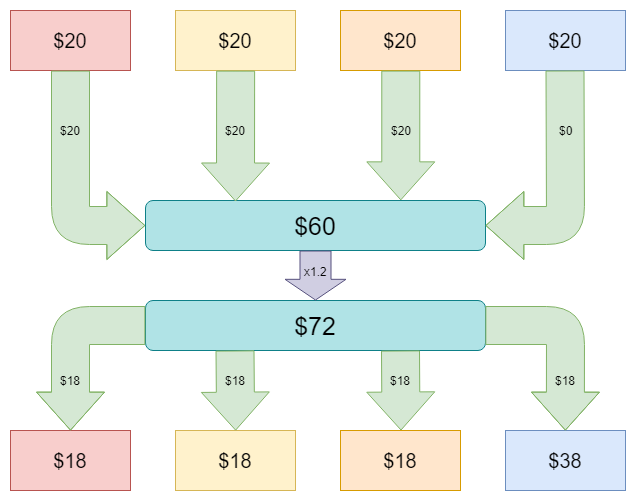

لعبة المنافع العامة هي معيار للاقتصاد التجريبي. في اللعبة الأساسية، يختار الأشخاص سرًا عدد العملات الرمزية الخاصة بهم لوضعها في وعاء عام. تُضرب العملات الرمزية الخاصة في هذا الوعاء بعامل «ن» (أكبر من واحد وأقل من عدد اللاعبين) وتُقسم مكافأة «الصالح العام» بالتساوي بين اللاعبين. يحتفظ كل لاعب أيضًا بالعملات الرمزية الخاصة التي لم يساهموا بها.

## النتائج
يزداد إجمالي المكافأة للمجموعة عندما يساهم الجميع بكل عملاتهم الرمزية الخاصة في الوعاء العام. ومع ذلك، فإن توازن ناش في هذه اللعبة هو ببساطة مساهمات صفرية من الجميع. إذا كانت التجربة تمرينًا تحليليًا بحتًا في نظرية الألعاب، سوف تُحل إلى صفر مساهمات لأن الأفضل لأي وكيل منطقي أن يساهم بصفر، بغض النظر عما يفعله أي شخص آخر. لا يثبت هذا إلا إذا كان عامل الضرب أقل من عدد اللاعبين، وإلا فإن توازن ناش هو أن يساهم جميع اللاعبين بكل عملاتهم الرمزية الخاصة في الوعاء العام.
في الواقع، نادرًا ما يُرى توازن ناش في التجارب. يميل الناس إلى إضافة شيء إلى الوعاء. تختلف المستويات الفعلية للمساهمة المعثور عليها اختلافًا كبيرًا (يمكن تقسيم أي رقم من 0% إلى 100% من الوقف الأولي). يعتمد متوسط المساهمة عادة على عامل الضرب. اقترح كبارو مفهوم حل جديد للمعضلات الاجتماعية، على أساس الفكرة التي يتوقعها اللاعبون إذا كان الأمر يستحق العمل بشكل تعاوني ثم يتصرفون بشكل تعاوني بمعدل يعتمد على التوقعات. يتنبأ نموذجه بالفعل بزيادة مستوى التعاون مع زيادة عامل الضرب.
اعتمادًا على تصميم التجربة، فإن أولئك الذين يساهمون أقل من المتوسط أو لا يساهمون بشيء يُطلق عليهم «المرتدون» أو «الراكبون بالمجان»، على عكس المساهمين فوق المتوسط الذين يطلق عليهم «المتعاونون».

## المتغيرات

### ألعاب المنافع العامة المكررة
تتضمن ألعاب المنافع العامة «اللعب المتكرر» نفس المجموعة من الأشخاص الذين يلعبون اللعبة الأساسية عبر سلسلة من الجولات. والنتيجة النموذجية هي انخفاض نسبة مساهمة الجمهور من اللعبة البسيطة (لعبة المنافع العامة «من جولة واحدة»). عندما يرى المساهمون الموثوق بهم عدم استسلام كل شخص بقدر ما يفعلون فإنهم يميلون إلى تقليل المبلغ الذي يشاركونه في الجولة التالية. إذا تكرر ذلك مرة أخرى، يحدث نفس الشيء ولكن من قاعدة منخفضة، بحيث تُقلل الكمية التي ساهمت في الوعاء مرة أخرى. ومع ذلك، نادرًا ما تنخفض الكمية إلى الصفر عند تكرار جولات اللعبة، لأنه ما زالت هناك نواة صلبة من «المساهمين».
أحد التفسيرات لانخفاض مستوى المساهمة هو النفور من عدم المساواة. خلال الألعاب المتكررة، ينفر اللاعبون بسبب عدم المساواة بين اللاعبين في الجولات السابقة التي يمكن أن تستند إليها المعتقدات المستقبلية. إذا حصل اللاعبون على حصة أكبر مقابل مساهمة أصغر، فإن أعضاء المشاركة يتفاعلون ضد الظلم المتصور (على الرغم من أن هوية «الراكبين بالمجان» غير معروفة، وهي مجرد لعبة). أولئك الذين لا يساهمون بأي شيء في جولة واحدة، نادرًا ما يساهمون بشيء في الجولات اللاحقة، حتى بعد اكتشاف مشاركة الآخرين.

### ألعاب المنافع العامة المفتوحة (الشفافية)
تؤثر الشفافية حول الاختيارات السابقة والمكافآت لأعضاء المجموعة على الخيارات المستقبلية. تظهر الدراسات إمكانية تأثر الأفراد في المجموعات بقادة المجموعة، سواء كانوا رسميين أم غير رسميين، من أجل التوافق أو الارتداد. يشير اللاعبون إلى نواياهم من خلال الشفافية التي تسمح «للمساهمين الشرعيين» بالقبوع في المقدمة. إذا أُبلغ اللاعبون بالمكافآت الفردية لكل عضو في المجموعة، قد يؤدي ذلك إلى ديناميكية لاعبين يتبنون إستراتيجية اللاعب الذي استفاد أكثر (أقل مساهمة) في المجموعة. يمكن أن يؤدي هذا إلى انخفاض التعاون مع التكرارات التالية للعبة. ومع ذلك، إذا لم يُخفَ المبلغ الذي ساهم به كل عضو في المجموعة، فإن المبلغ الذي ساهم به يميل إلى أن يكون أعلى بكثير. كانت النتيجة قوية في تصميمات التجارب المختلفة: سواء في «التكرارات الزوجية» مع لاعبين فقط (مستوى مساهمة اللاعب الآخر معروف دائمًا) أو في الترشيحات بعد نهاية التجربة.

### ألعاب المنافع العامة مع العقاب و/أو المكافأة
كان خيار معاقبة غير المساهمين ومكافأة أعلى المساهمين بعد جولة من لعبة السلع العامة قضية محورية في العديد من التجارب. تشير النتائج بقوة إلى عدم النظر إلى المكافأة على أنها عقوبة، أي أن يحل عدم تلقي المكافآت محل العقوبة. بدلًا من ذلك، تُستخدم بشكل مختلف تمامًا باعتبارها وسيلة من أجل فرض التعاون والمردود الأعلى.
يمارس العقاب، حتى ولو بتكلفة، ويؤدي في معظم التجارب إلى تعاون جماعي أكبر. ومع ذلك، نظرًا إلى تكلفة العقوبة، فإنها تميل إلى أن تؤدي -بشكل هامشي- إلى عوائد أقل، على الأقل في البداية. من ناحية أخرى، وجدت دراسة أجريت عام 2007 عدم إمكانية محافظة المكافآت وحدها على التعاون طويل الأمد.
لذلك تؤكد العديد من الدراسات على مزيج من التهديد بين العقاب والمكافآت. يبدو أن هذا المزيج يؤدي إلى مستوى أعلى من التعاون والمردود. ينطبق هذا على الألعاب المتكررة في المجموعات المتغيرة وكذلك في المجموعات المتماثلة.

### التكاليف و/أو الفوائد غير المتكافئة
للتكلفة و/أو دالات المنفعة غير المتكافئة تأثير مباشر في سلوك المساهمة عند العملاء. يتصرف العملاء عند مواجهة عوائد مختلفة من مساهماتهم بشكل مختلف على الرغم من أنهم يبقون مساهمين بمستوى أعلى من توازن ناش.

### تفاوت الدخل
اقتُرحت إحدى متغيرات ألعاب السلع العامة من أجل تحسين البحث في مشكلة الراكب بالمجان، إذ يُكتسب الوقف بصفته دخلًا. لا تسمح اللعبة القياسية (ذات الأوقاف الأولية الثابتة) بأي اختلاف في جهد العمل ولا يمكنها التقاط البدائل الهامشية من بين ثلاثة عوامل: السلع الخاصة، والسلع العامة، والترفيه.
وجد الباحثون أنه في تجربة حيث تكون ثروة الوكيل في نهاية الفترة (ز) بمثابة وقف له في (ز +1)، فإن المبالغ المساهمة تزيد بمرور الوقت حتى في غياب استراتيجيات العقاب.

### التأطير
يدفع الإطار المختلف من أجل إعداد التجربة المحايدة الأصلية اللاعبين إلى التصرف بشكل مختلف لأنهم يربطون مواقف الحياة الواقعية المختلفة. على سبيل المثال: يمكن تقديم تجربة الصالح العام بصفتها مفاوضات بشأن المناخ أو مساهمة في الأطراف الخاصة.
يعتمد تأثير الارتباطات (إطار العلامة) على مجموعة الخبرات التي صنعها اللاعب مع إطارات الحياة الواقعية المماثلة. وينطبق هذا بشكل خاص على الألعاب ذات الجولة الواحدة (غير المكررة) حيث يمكن للاعبين فقط استنتاج سلوك الآخرين وتوقعاتهم من تجارب حياتهم. لذلك، يمكن أن يؤدي الإطار نفسه إلى مساهمة أكبر وأقل، حتى في الثقافات المماثلة. تحرك إطارات العلامات المعتقدات، أي حول سلوك اللاعب الآخر، وتشكل بالتالي هذه المعتقدات الدافع والاختيار.
يمكن كذلك تقديم نفس بنية اللعبة دائمًا على أنها لعبة مكسب أو خسارة. بسبب تأثير التأطير، يستجيب اللاعبون بشكل مختلف تمامًا عندما تُقدم اللعبة على أنها كسب أو خسارة. إذا قُدمت ألعاب الصالح العام على أنها خسارة، أي أن مساهمة اللاعب في مشاركة خاصة تقلل من مردود اللاعب الآخر، فإن المساهمات تكون أقل بكثير.

## عامل الضرب
لكي تكون المساهمة «غير منطقية» بشكل خاص، يجب ضرب العملات الرمزية الخاصة في الرهان بمقدار أصغر من عدد اللاعبين وأكبر من 1. بخلاف ذلك، فإن لمعامل الضرب تأثير ضئيل على الاستراتيجية، ولكن العوامل الأعلى تنتج نسبًا أعلى المساهمة.
مع وجود مجموعة كبيرة (40) وعامل ضرب منخفض جدًا (1.03)، لا يساهم أي شخص تقريبًا بأي شيء بعد تكرارات قليلة من اللعبة (يستمر عدد قليل بفعل ذلك). ومع ذلك، مع نفس مجموعة الحجم وعامل الضرب 1.3، فإن متوسط مستوى الوقف الأولي يساهم في الوعاء بحوالي 50%.

## الآثار
يأتي اسم اللعبة من التعريف الاقتصادي «السلع العامة». من أنواع الصالح العام هو مشروع «غير قابل للاستبعاد» ومكلف ويمكن للجميع الاستفادة منه، بغض النظر عن مقدار مساهمتهم في إنشائه (لأنه لا يمكن استبعاد أحد من استخدامه -مثل إضاءة الشوارع). جزء من النظرية الاقتصادية للمنافع العامة هو أنها ستقدم بشكل أقل (بمعدل أقل من «المثالية الاجتماعية») لأنه ليس لدى الأفراد دافع خاص للمساهمة (مشكلة الراكب بالمجان). صُممت «لعبة المنافع العامة» من أجل اختبار هذا الاعتقاد وربط نظريات السلوك الاجتماعي.